# 外交車牌

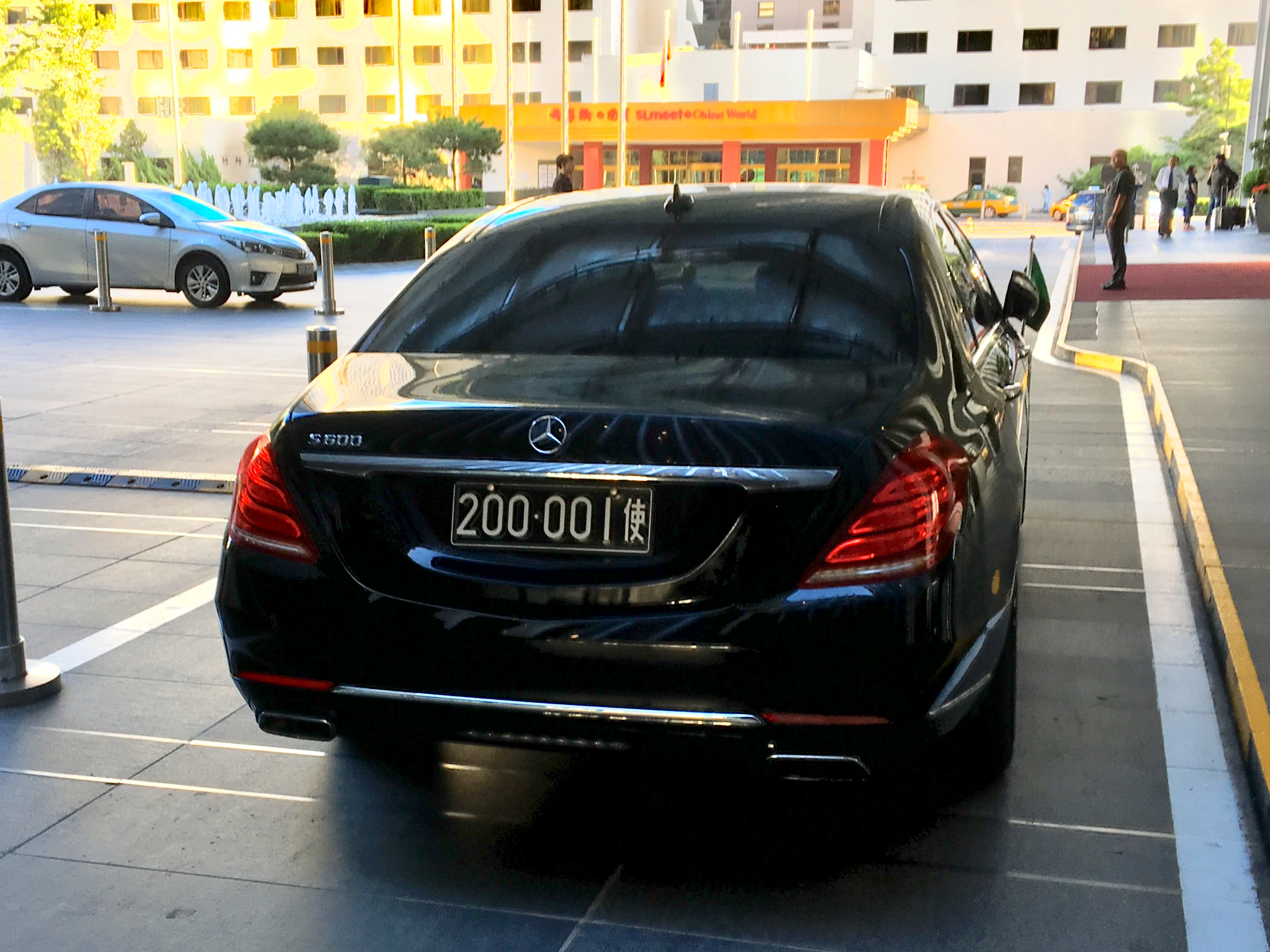
一辆悬挂中华人民共和国外交車牌的梅赛德斯-奔驰S级，属于沙特阿拉伯驻华大使馆

外交車牌（英語：diplomatic license plates），是根據《維也納外交關係公約》和《維也納領事關係公約》的相關條款发放给得到認可的外交官的特殊車輛號牌。這些車牌通常具有顯著的特徵，使警察和其他機構能夠明確區分外交車輛和其他車輛 ，同時允許他們給予外交車輛特殊待遇並發出警告：這些車輛的操作者和乘客可能擁有外交豁免權。

## 歷史
第一張外交車牌的頒發日期目前尚不明確。

## 公約
各國在外交車牌格式方面存在差異。這些牌照通常包含字母縮寫，如“CD”（代表“外交團”）、“CC”（代表“領事館”）、“D”（代表“外交官”），或者帶有特殊外交特權的國際組織的前綴，例如“EU”（代表「歐洲聯盟」）和“歐安組織”（代表歐洲安全與合作組織）。

## 批評
這些車牌的批評者指出，這些車輛的操作者濫用其特權，經常在非法停車位停車，並違反車輛法規，而不必擔心受到制裁。截至2019年，日本共發生了2,600起與外交車輛相關的違規停車事件，其中只有25%的案件被罰款處理。在日本，約有1900輛擁有外交車牌的汽車。在華盛頓特區，從2002年到2019年，擁有外交車牌的汽車共計未付交通和停車罰款達到745,280美元。

## 图集

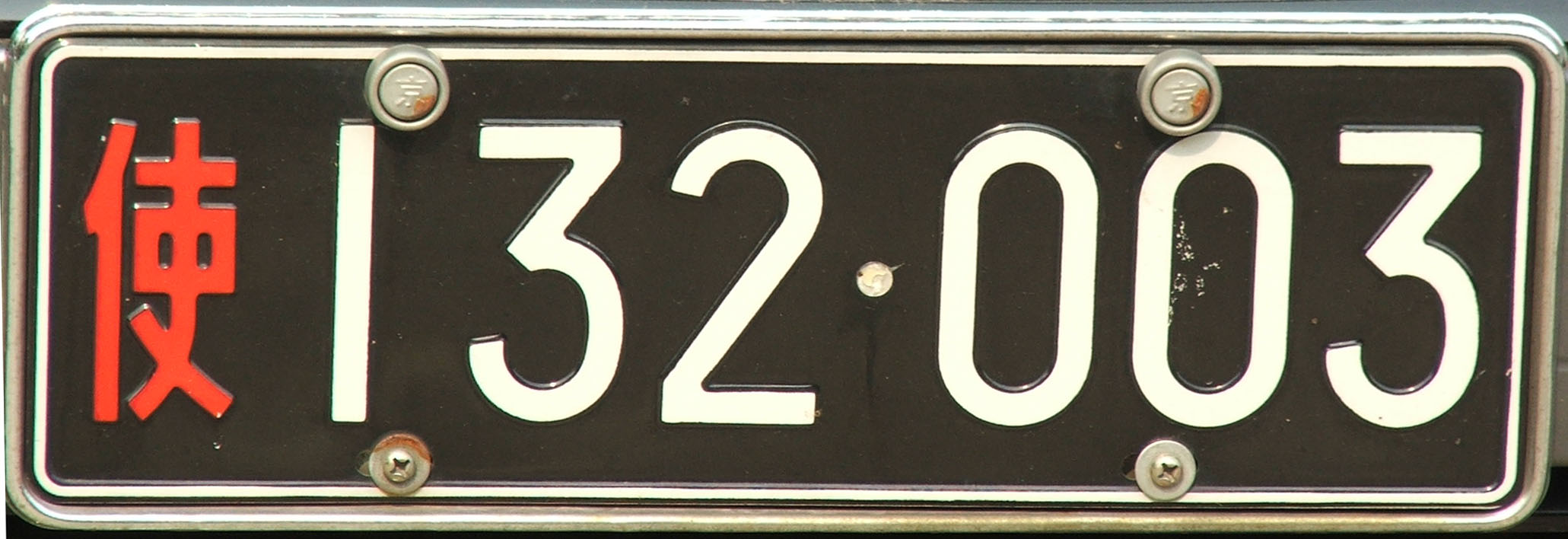
中华人民共和国的旧式使馆车牌（2017年之前）
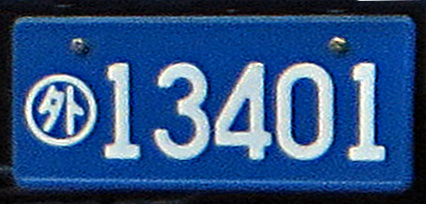
日本外交車牌
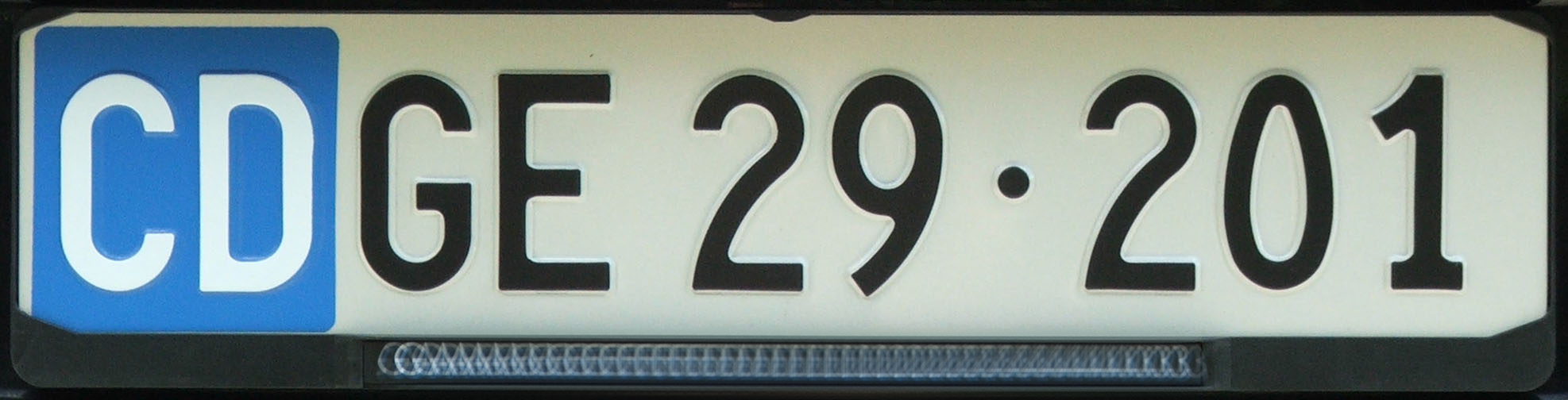
瑞士外交車牌
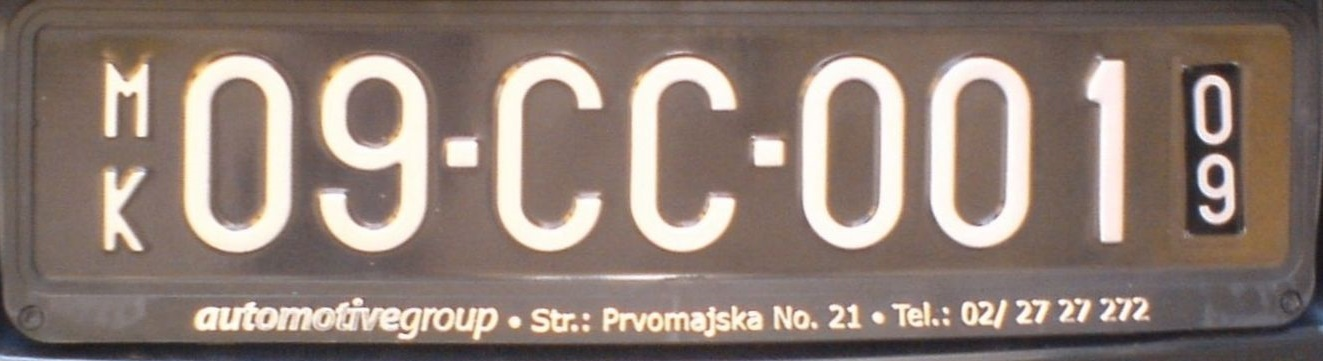
北馬其頓外交車牌
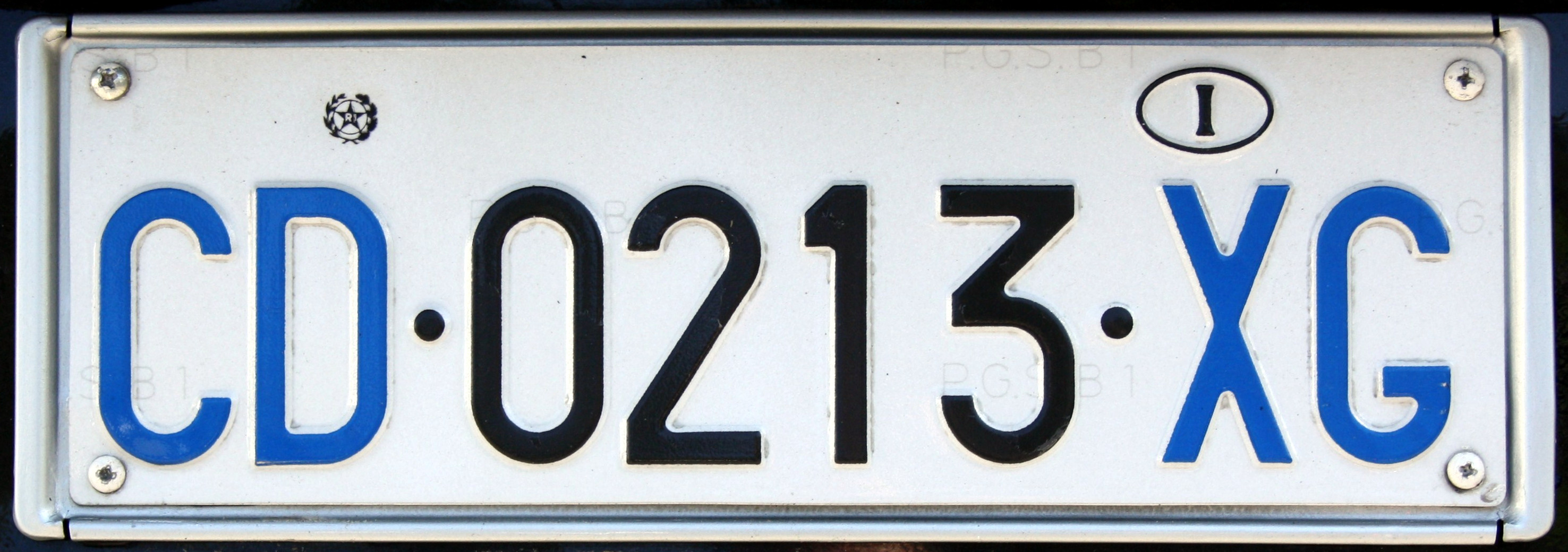
意大利外交車牌，XG是梵蒂岡的代碼
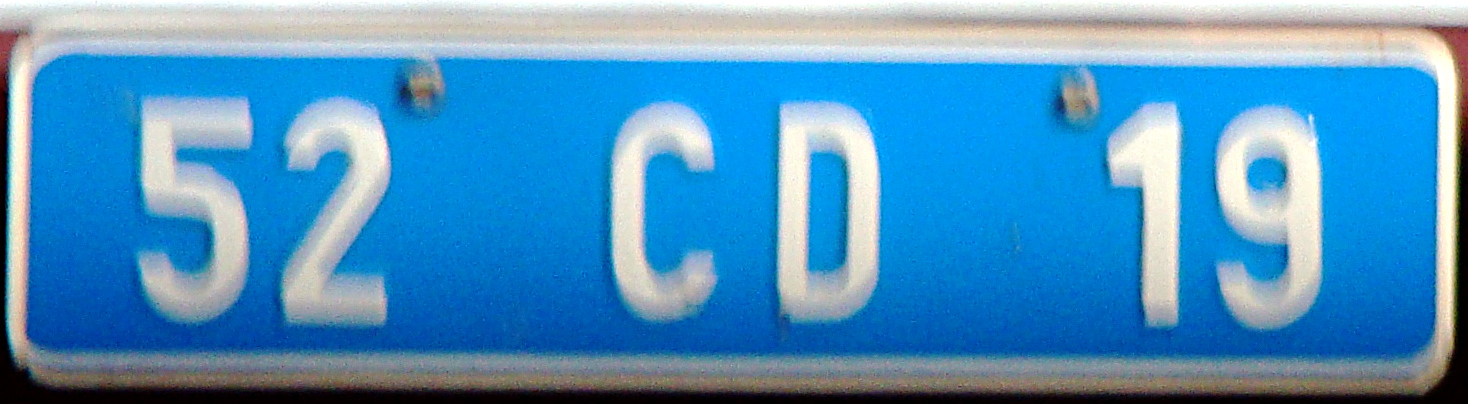
印度車輛註冊牌，屬於荷蘭外交使團（代碼52）
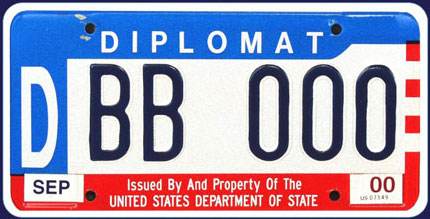
美國旧式外交車牌（2007年之前）
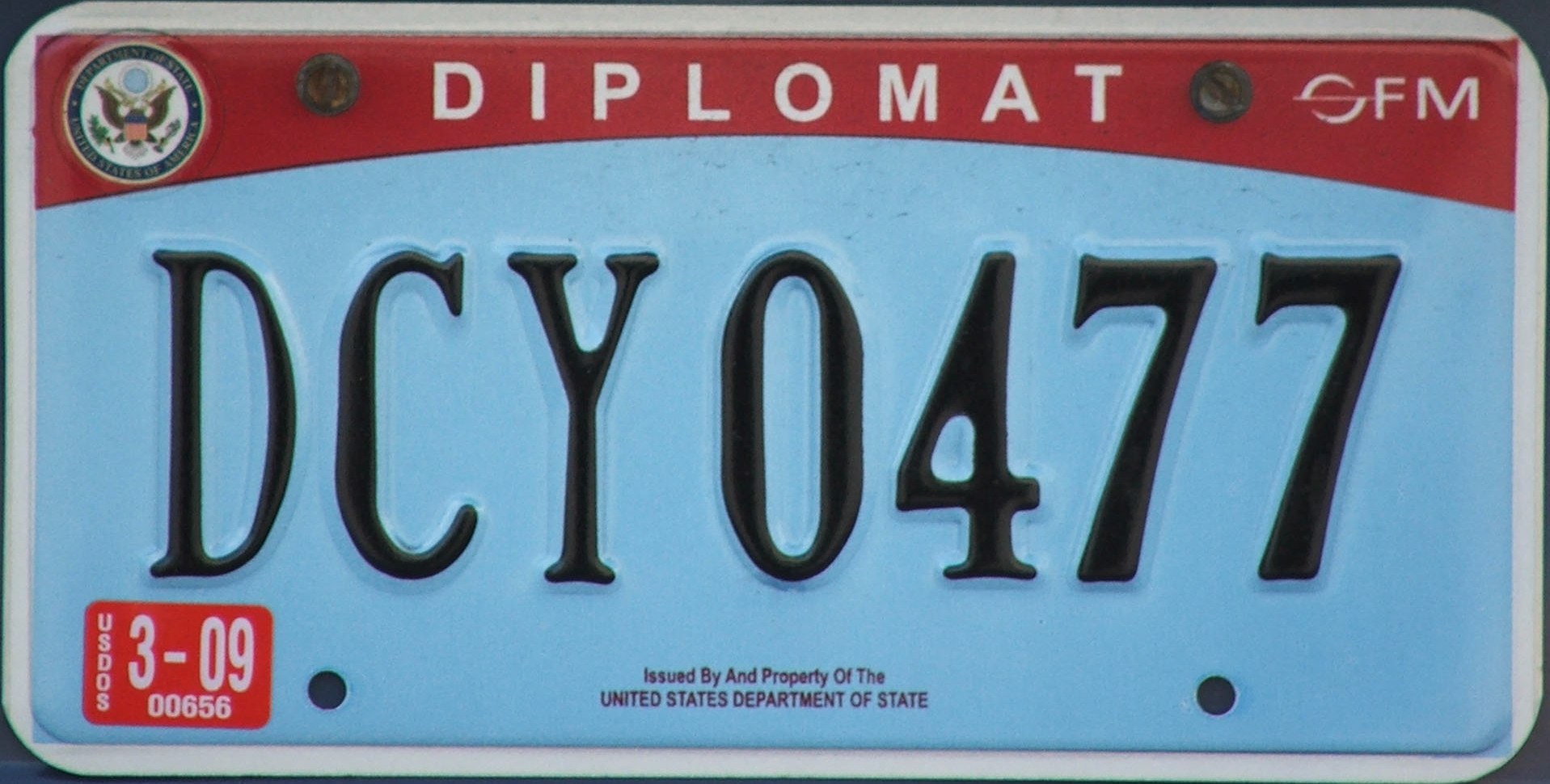
美國新式外交車牌（2007年之後）